# Font del Lleó (el Papiol)

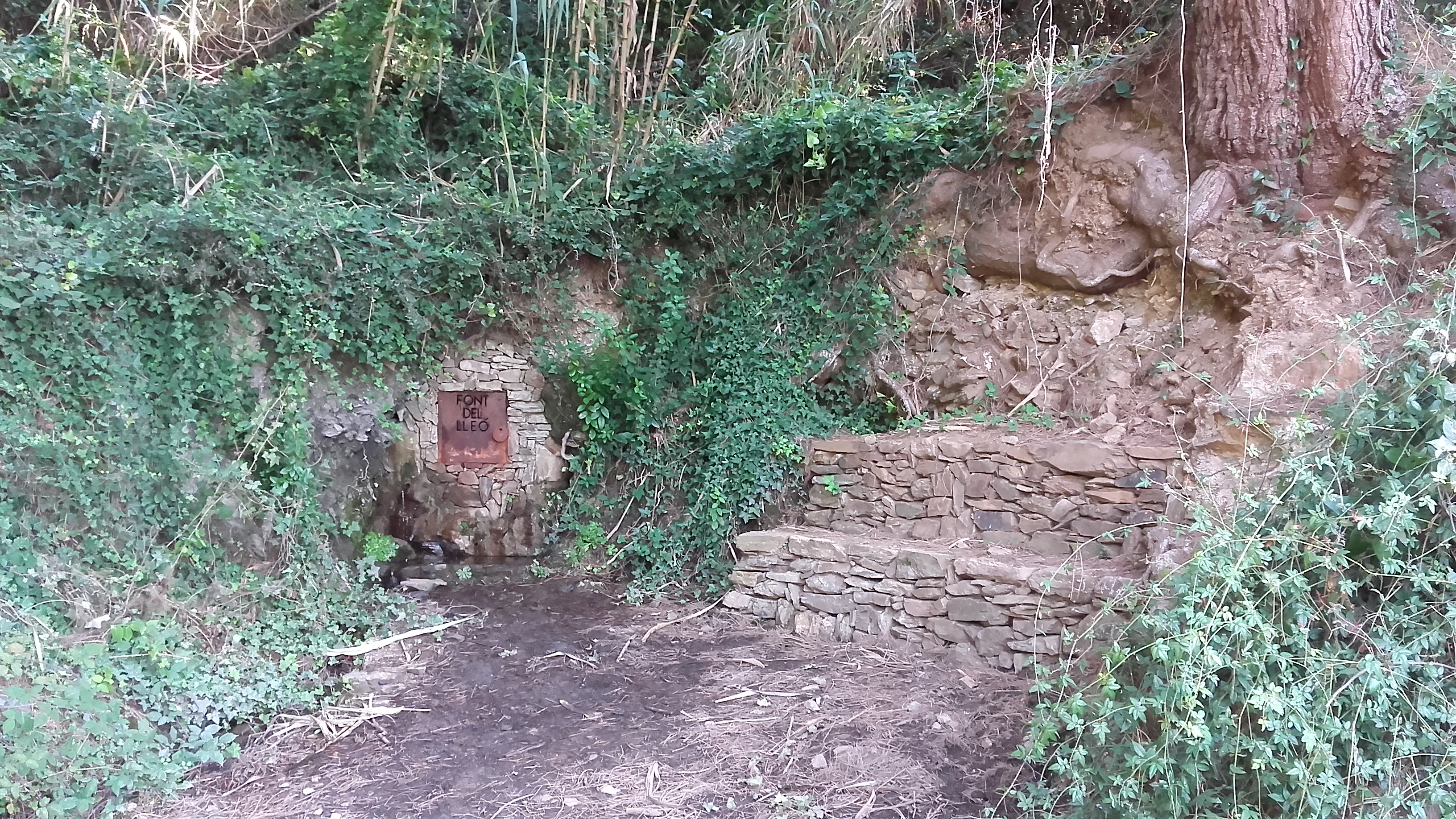
Resultat de les obres de millora

La font del Lleó és una font natural de la serra de Collserola, situada en un torrent per sota de l'ermita de la Salut, al Papiol. D'una paret de totxo arrebossada surten dues canonades de les quals només en raja una. Tot i estar a una cota relativament alta, 200 msnm, quasi sempre té aigua. Al costat de la font hi ha un banc de pedra i al davant una esplanada. El 2019 el Parc de Collserola va efectuar obres de millora a la font, col·locant una tapa de ferro sobre un empedrat, construint una pica amb pedra per recollir l'aigua de la insurgència, i refent el talús de pedra al costat de la font, afegint-hi un banc per seure.